# KolibriOS
KolibriOS, o Kolibri, és un petit sistema operatiu x86 de codi obert escrit completament en llenguatge d'assemblador. Va ser bifurcat de MenuetOS l'any 2004 i des de llavors s'ha desenvolupat independentment.
En un article de revisió de 2009 sobre sistemes operatius alternatius, TechRadar el va qualificar de "tremendament impressionant", assenyalant el seu rendiment i la seva base de codi simplificada.

## Algunes característiques
KolibriOS està escrit completament en llenguatge assemblador usant el FASM. No obstant això, permet que llenguatges i compiladors d'alt nivell (C--, C, C ++, Free Pascal, Forth, entre d'altres) puguin ser usats per al desenvolupament d'aplicacions.
És un fork de MenuetOS que neix l'any 2004, i la comunitat està formada principalment per desenvolupadors de països pertanyents a l'antiga Unió Soviètica .
Actualment existeixen versions disponibles en els idiomes rus, anglès, alemany i espanyol.
- Arrenca des d'un disquet, 1 disc compacte, 1 disc dur (encara amb NTFS) o una memòria USB. També és possible iniciar-lo des Microsoft Windows, encara que per això Windows s'ha de tancar primer.
- Interfície gràfica d'usuari basada en VESA, amb resolució de fins a 1280x1024, en 16 milions de colors.
- Entorn de desenvolupament IDE : editor amb Macro Assembler (FASM) integrat.
- Suport total de protocol TCP / IP.[3]
- Cal en un sol disquet de 1.44MB (moltes de les aplicacions es troben comprimides.)
- Multitasca anticipativa (preemptive multitasking), fils (streams) i execució en paral·lel de trucades de sistema (system calls).
- Pot funcionar amb tan sols 8MB de memòria RAM .
- En ser un sistema operatiu lliure compta amb el FHS (Filesystem Hierarchy Standard) com tot sistema operatiu basat en GNU / Linux.
- Sistemes d'arxius suportats: FAT 12 / FAT16 / FAT32 (amb suport de noms llargs), NTFS (només lectura), ISO 9660 (incloent multi-sessió), Ext2 i Ext3 (només lectura).
- Ús d'assignació d'espai INDEXADA utilitzant un mètode de llista enllaçada per verificar l'espai disponible.
- Suport de "còdec" d'àudio AC'97 per chipsets Intel, nForce, nForce2, nForce3, nForce4, SIS7012, FM801, VT8233, VT8233C, VT8235, VT8237, VT8237R, VT8237R Plus i EMU10K1X.
- Reproductor de MP3, WAV, XM.
- Suport per a lectura de CD i DVD .
- Suport de "temes" per canviar l'aspecte visual de la interfície gràfica d'usuari directament des del sistema operatiu.
- Manté compatibilitat amb el format executable de MenuetOS, per la qual cosa molts programes desenvolupats per MenuetOS també funcionen a KolibriOS.
- Una vegada carregades les configuracions d'arrencada, arrenca en menys de dos segons!!!
- Les aplicacions s'executen gairebé de manera instantànea.
- Actualment treballem per poguer oferir KolibriOS en català.